# Danielle Baquet-Long
Danielle Baquet-Long, née le 31 juillet 1982 et morte le 8 juillet 2009, est une musicienne de Huntington Beach, Californie. Elle est connue pour sa collaboration avec son mari Will Long dans le groupe Celer (en), et pour son important travail en solo sous le surnom de Chubby Wolf (dont une grande partie a été publiée à titre posthume). Danielle est professeure d'éducation spécialisée en musicothérapie, écrivaine, poète, peintre, multi-instrumentiste et chanteuse. Ses autoproductions et ses publications post-mortem sous le nom de Chubby Wolf ont suscité un grand nombre de fans et de critiques autant positif que négatif,.
Celer a été fondé en 2005, à Huntington Beach, Californie, États-Unis. Après avoir produit de la musique pour des maisons de disques, des installations et des expositions dans le monde entier de 2005 à 2009, Danielle Baquet-Long est morte le 8 juillet 2009 d'une insuffisance cardiaque. Au cours de leur carrière de duo, ils ont sorti de nombreux albums autoproduits, du son pour des installations et ont publié des œuvres pour des labels indépendants en Amérique du Nord, au Japon et en Europe. Entre 2005 et 2007, le couple a produit 22 albums. Will Long a continué Celer en solo de 2009 à 2022.

## Discographie

### Chubby Wolf
- Meandering Pupa (auto-produit, 2009)
- L'histoire (auto-produit, 2009)
- Ornitheology (auto-produit, 2010)
- A Wispy Tear (auto-produit, 2011)
- The Darker Sex (auto-produit, 2011)
- Maudlin & Elusive (auto-produit, 2011)
- Los Que No Son Gentos (auto-produit, 2011)
- Days to Dismember/The Lows, the Sows (auto-produit, 2011)
- Turkey Decoy (auto-produit, 2011)
- The Blissful Cessation (auto-produit, 2011)
- The Stairway of Abstraction (auto-produit, 2011)
- Microcassette Recordings (auto-produit, 2012)
- The Last Voices (auto-produit, 2013)
- Bouquets of Vacant Jouissance (Live on KCRW) (auto-produit, 2013)
- Envelope Petals (auto-produit, 2013)
- Seasick (auto-produit, 2013)
- It's a Small Place to Be (auto-produit, 2013)